# تمنى أمنية (فلم قصير)
تمنى أمنية هو فيلم فلسطيني أمريكي قصير أنتج عام 2006، وأخرجته المخرجة الأمريكية فلسطينية الأصل شيرين دعيبس، ويُعتبر الفيلم بمثابة نُسخة مختصرة من الفيلم الروائي الطويل «أمريكا» الصادر في عام 2009، والذي أخرجته نفس المخرجة شيرين دعيبس.

## العرض
عُرض الفيلم لأول مرة ضمن فعاليات مهرجان صندانس السينمائي في عام 2007، قبل أن يتم إصداره على أقراص دي في دي. وفي عام 2009 أصبح الفيلم هو الأكثر عرضاً من إخراج عرب في تاريخ السينما الأمريكية.

## القصة
يحكي الفيلم قصة الطفلة مريم، وهي فتاة فلسطينية تبلغ من العمر 11 عامًا تواجه عقبات هائلة في شراء كعكة عيد ميلاد لها.

## طاقم العمل
- إيمان عون: قامت بالتمثيل في دور عايدة.
- لون خلة: قامت بالتمثيل في دور لمى.
- ميار الرنتيسي: قامت بالتمثيل في دور مريم.[4]

## الجوائز والتكريمات
حظي الفيلم بالتكريم في العديد من مهرجانات السينما العالمية وحصل على عدد من الجوائز والتكريمات من أهمها:
- جائزة البافتا/لا للتميز، مع تنويه مُشرف وتقدير خاص من لجنة التحكيم من مهرجان أسبن للأفلام القصيرة في عام 2007.
- جائزة المسابقة الدولية للصحافة، كما حظي بتنويه خاص من لجنة التحكيم في مهرجان كليرمون فيران الدولي للفيلم القصير في فرنسا عام 2007.
- جائزة لجنة التحكيم للبالغين وشهادة الاستحقاق للفيلم القصير أو الفيديو المباشر وجائزة السلام من مهرجان شيكاغو الدولي لأفلام الأطفال في عام 2007.
- جوائز وزارة الثقافة للأفلام العربية الطويلة والقصيرة، وجائزة المركز الثالث (برونزية القاهرة) لأفضل فيلم قصير من مهرجان القاهرة السينمائي الدولي للأطفال في عام 2007.
- جائزة أفضل فيلم قصير في مهرجان دبي السينمائي الدولي.
- جائزة النقاد الدولية المرموقة للإخراج من الاتحاد الدولي للنقاد السينمائيين في مدينة كان الفرنسية.